# محوطه ملی گردله
محوطهٔ ملی گردله ی مربوط به دوره هخامنشی - دوره اشکانیان است و در شهرستان کوهرنگ، بخش مرکزی، دهستان شوراب تنگزی، ۱ کیلومتری شمال و شمال غرب روستای دهنو بالا واقع شده و این اثر در تاریخ ۲۷ اسفند ۱۳۸۷ با شمارهٔ ثبت ۲۶۳۲۹ به‌عنوان یکی از آثار ملی ایران به ثبت رسیده است.